# Rainbow Sentai Robin
Rainbow Sentai Robin (яп. レインボー戦隊ロビン, Reinbō Sentai Robin, букв. «Rainbow Squadron Robin») — аніме та манґа, створена Шотаро Ішіноморі. Це перше аніме, в якому представлена команда супергероїв із 5 підрозділів. Хоча анімація була створена Toei Animation (тоді Toei Douga), вона також була технічно створена студією Ішіноморі, Studio Zero, яку він заснував разом з Фуджіко Ф. Фудзіо та Шінічі Судзукі. Серіал також транслювався в Німеччині, Іспанії та Франції. Хаяо Міядзакі був ключовим аніматором епізодів 34 і 38.
На веб-сайті Ishinomori було оголошено, що новий графічний роман Rainbow Sentai Robin буде випущено влітку 2020 року.

## Сюжет
На далекій планеті Палта, яка розташована в далекому в космосі, якій загрожує зникнення. До їх остаточної кончини залишилося всього два роки. Палта дивиться на Землю, щоб вирощувати ресурси, і починає атакувати її в надії заволодіти. Земля перетворюється на хлопчика на ім'я Робін, який володіє багатьма роботами. Батько Робіна — прибулець із Палти, якого відправили на Землю як шпигуна, але він закохався в людину. Батько Робіна, доктор Полто, і мати, Суміко, були насильно доставлені назад до Палти, але його батько виготовляє для нього безліч роботів перед тим, як вони пішли. Роботів називають Лілі, Вовк, Бенкей, Пегас, Професор і Белл, і всі вони мають унікальні надздібності.

## Персонажі
- Робін (яп. ロビン) Сейю: Кіоко Сатомі

Керівник команди сентай. Робін наполовину інопланетянин Палта і наполовину людина. Його основна зброя — променева рушниця.
- Лілі (яп. リリ) Сейю: Норіко Шіндо

Робот-медсестра, схожа на людину. Вона — стереотипна мила жінка, яка виконує роль матері в житті Робін.
- Вовк (яп. ウルフ) Сейю: Ейічі Сакурай

Володіє надшвидкісним і надточним прицілюванням. Він може змінюватися в людиноподібну форму.
- Професор (яп. 教授) Сейю: Кусей Ягі

Надзвичайно розумний, професор має великі наукові знання.
- Белл (яп. ベル) Сейю: Кейко Накамура

Вона кішка і має сильні здібності до радара. Вона також може вразити ворожі радари.
- Пегас (яп. ペガサス) Сейю: Нобуакі Секіне

Робот-трансформер, який може перетворитися на ракету та літати зі швидкістю до 18 Махів. Пегас теж може перетворюватися на підводний човен.
- Бенкей (яп. ベンケイ) Сейю: Сецуо Шинода

М'язи групи міцні, як залізо, а також мають відділення в скрині, у якому можуть їздити Професор і Белл. Його зовнішність схожа на багатьох супер-роботів того часу.